# Anne Laffut
Pour les articles homonymes, voir Laffut.
Anne Laffut, née le 2 octobre 1973 à Libramont, est une femme politique belge, membre du Mouvement réformateur (MR). 

## Biographie
Anne Laffut nait à Libramont le 2 octobre 1973. Elle vit aujourd'hui à Ochamps, sur la commune de Libin dont elle est bourgmestre depuis 2006. Elle est mère de trois enfants.
Lors des élections régionales de 2019, Anne Laffut est élue députée au parlement au Parlement wallon.

## Détail des mandats et fonctions
- 2000 : conseillère provinciale
- depuis 2006 : bourgmestre de Libin
- depuis 2019 : députée wallonne et communautaire
- depuis 2024 : 3e vice-présidente du Parlement de la Communauté française de Belgique